# Miquel Serra Magraner
Miquel Serra Magraner (Palma, 1959) és un periodista mallorquí.
Es llicencià en ciències de la informació a la Universitat Autònoma de Barcelona el 1982. A partir de 1974 va col·laborar al diari Última Hora de Palma, del qual el seu pare, Pere Antoni Serra Bauçà, havia esdevingut principal accionista. El 1989 va ser nomenat director general de publicacions del Grup Serra. Va esser director del diari Baleares (1985-1996) i del Diari de Balears de 1993 al 2015. Des del 2014 dirigeix el diari Última Hora.